# 配色検定
配色検定とは、一般社団法人日本パーソナルカラリスト協会が実施する、配色に関する知識や技法を問う民間資格試験である。

## 概要
配色検定は、CUS®表色系に基づく配色理論を身につけ、実践的に有効な配色を行う能力を測る検定試験である。審査においては、色彩やCUS配色調和についての知識ならびに技術が必要とされる。このことから、検定資格は、各種仕事での活用、ならびに食卓の飾りつけやインテリアの配色へと応用することで、日常に豊かな彩りをもたらすものであるとされる。このような配色を専門とする人々は「配色カラリスト」と呼ばれ、CUS配色調和理論を使って場面や物に合った配色の提案をする。検定を実施する日本カラリスト協会は、このような配色カラリストの人材育成を目指している。

## 試験
3級は受検資格は設けられておらず誰でも受検できる。1級から3級に分かれており、2・3級の併願受検が可能であるが、2級・1級からの受検は出来ない。会場試験の合格率は、3級（75％）・2級（70％）・1級（50％）となる。合格後は、合格証書が贈られ、カラリスト登録によりカラリスト資格認定証とカラリスト資格番号が付与される。
試験は、毎年7月第1日曜日・11月第3日曜日・2月第3月曜日の年3回実施される。試験会場は全国5箇所（札幌・東京・名古屋・大阪・福岡）で行われ、その他にWEB試験・在宅ペーパー試験がある。
3級
年3回実施。会場試験はマークシート方式で行われ、試験時間は70分、受験料は7,700円（税込）。
2級
年3回実施。会場試験はマークシート方式で行われる。試験時間は80分、受験料は11,000円（税込）。
1級
年3回実施。会場試験は、1次試験と2次試験に分かれており、1次試験はマークシート方式、2次試験は記述を含む配色実技で行われる。試験時間は1次試験70分・2次試験80分。受験料は17,600円（税込）。
尚、1次試験のみ又は2次試験のみの合格者は以降2年間に限り、再受検の際に1次試験又は2次試験が免除される。